# Draconian
«Draconian» — шведская готик-дум-метал-группа, играющая в духе My Dying Bride, Tristania и ранних Theatre of Tragedy.
В состав группы входят: Андерс Якобссон (мужской вокал (гроулинг, тексты песен), Лиса Юханссон (женский вокал), Юхан Эриксон (гитара, музыка), Йерри Торстенссон (ударные, перкуссия), Никлас Норд (гитара), Даниэль Арвидссон (бас-гитара).
Draconian использует сочетание высокого женского вокала и низкого мужского гроулинга. Музыка группы отличается высокой атмосферностью, мелодичностью и эмоциональностью.

## История группы

### Раннее творчество (1994–2002 )
В мае 1994 года барабанщик и вокалист Юхан Эриксон, басист и вокалист Еспер Стольпе и гитарист Андреас Хинденес создали группу, первоначально именовавшуюся Kerberos. Группа играла в стиле мелодичный дэт-метал с элементами блэка. Семь месяцев спустя в группе появился основной вокалист и автор текстов Андерс Якобссон, после чего было решено сменить название на нынешнее.
В следующие несколько месяцев группа работала над первым демо, в записи которого также приняли участие Ессика Эрикссон (флейта, вокал), Сусанне Арвидссон (вокал, клавишные) и Андреас Хог. Демо было записано в октябре 1995 года и называлось «Shades of a Lost Moon». Опубликовано оно было только в феврале 1996 года. Тем временем в группе появился ещё один гитарист, Магнус «Bergis» Бергстрём.
Первое демо не принесло контракта, хотя группа сумела заинтересовать несколько лейблов. Поэтому в конце января Draconian записывает второе демо «In Glorious Victory», которое не было выпущено из-за очень плохого качества звука. Спустя некоторое время клавишница Сусанне покинула команду, её заменил Андреас Карлссон. В 1998—1999 годах группа Draconian не раз появлялась на сцене. Тёплый приём публики убедил её вновь попытаться заняться студийной работой. В начале августа 1999 шведы в студии «Kuling» записали демоальбом «The Closed Eyes of Paradise», повествующий о Люцифере и падших ангелах, об истинном лице Бога и о предстоящей битве. На этот раз члены группы решили как следует поработать над материалом, который увидел свет только в середине 2000 года. После выхода этого диска музыкантам захотелось записать нечто более медленное, печальное и мрачное. И они сделали демо «Frozen Features», содержащее две песни, и вскоре после в группе случилась перестановка: ушёл гитарист Энди, его подменил Юхан, отдав барабанные палочки в руки Йерри Торстенссона. Группа продолжала усердно стараться, и к лету 2002 был записан ещё один демоальбом, «Dark Oceans We Cry». На нём можно услышать восхитительный голос вокалистки Лисы Юханссон. Эта пластинка наконец-то помогла группе выйти из андерграунда и приобрести популярность. Диск получил множество хороших отзывов в прессе, и группе предложил контракт лейбл «Napalm Records». Тут в коллективе опять произошла замена — новым басистом стал Томас Егер, давний друг группы.

### Where Lovers Mourn(2003)
В июле 2003 года коллектив записал свой дебютный альбом, «Where Lovers Mourn». Сессии проходили в «Studio Mega» под руководством Криса Сильвера (бывшего участника Sundown и Cemetary). Большинство песен — это переделанные старые композиции. На следующий год Draconian выступала с концертами в поддержку «Where Lovers Mourn», а также потихоньку готовила новый материал, делая при этом звук всё тяжелее и мрачнее.

### Arcane Rain Fell(2004–2005)
Второй альбом, «Arcane Rain Fell» был записан в 2005 году в «Studio Underground» под руководством Pelle Saether. В том же году состав группы опять обновился, сменились гитарист и басист.

### The Burning Halo(2006)
В начале 2006 группа Draconian начала работу над новым альбомом. Но прежде, следуя многочисленным просьбам фанатов, она выпустила бонус-альбом, содержащий переделанные песни с «The Closed Eyes of Paradise». Новый альбом — «The Burning Halo» — также включил в себя три новые композиции и два кавера — один на песню, которая была написана голландским композитором Роком ван дер Линденом для группы Ekseption в 1970 году, содержащий фрагменты прелюдии Рахманинова; другой в 1972 году входил в репертуар группы Pentagram. Оформил работу Трэвис Смит (Amorphis, Suffocation, Opeth, Nevermore, Anathema, Malevolent Creation, Death, Beseech, Soilwork, Trail of Tears, Lacrimas Profundere, Katatonia и др.). «The Burning Halo» получил высокие оценки в прессе.

### Turning Season Within(2007–2008)
29 февраля 2008 на «Napalm Records» вышел третий альбом коллектива — «Turning Season Within», а в качестве гостя на нём можно услышать вокалиста Novembers Doom Пола Кура.
8 ноября 2008 и 30 января 2010 года группа посещала с концертом Москву .
25 февраля 2010 года Draconian наконец приступили к написанию песен для нового альбома. Ранее вокалист группы Андерс Якобссон сказал следующее о будущем группы на официальном форуме и myspace-странице группы:
Draconian-2010: новая продуктивная эра.
Дорогие друзья,нам известно, что некоторое время царила тишина, а эволюция развития группы не находилась под светом рампы. На самом деле, не так уж и много можно было бы рассказать. Эта тишина была обусловлена различными аспектами и обстоятельствами и, как мне теперь кажется, это было необходимо. Теперь же, как бы там ни было, мы собираемся выйти из полумрака.
Сейчас мы усердно работаем над тем, чтобы Draconian вступили во второе десятилетие нового тысячелетия на подъёме. Уже идёт работа и мы стараемся делать всё, чтобы группа продолжала оставаться в сердцах людей. Вы можете ожидать, что в предстоящем году мы прозвучим громко.
Спасибо за терпение и понимание,
Андерс
и Draconian.

### A Rose for the Apocalypse(2011–2012)
В июне 2011 года вышел альбом, получивший название «A Rose For The Apocalypse».
14 ноября 2011 года Лиса Юханссон покинула группу по семейным причинам.
Тяжело сейчас писать об этом; о том, о чём я думала долгое время. Я взвесила все за и против и в конечном итоге приняла решение покинуть Draconian.
Почему? Одна из причин - с тех пор, как родился мой сын, мне эмоционально тяжело уезжать надолго. Я считаю часы до возвращения. Другая причина - у меня есть работа шесть дней в неделю, что, вместе с наличием маленького ребенка, о котором нужно заботиться, приводит к тому, что мне сложно найти энтузиазм и энергию для работы с Draconian в той мере, в которой необходимо.

Я пишу это с тяжелым сердцем. Я не хочу оставлять ни фанатов, ни ребят в Draconian, но я чувствую, что должна выбрать семью.

У меня нет необходимости в слезливом прощании с участниками Draconian, я продолжу с ними видеться. Тяжелее всего расстаться со всеми вами - теми, кто слушает наши песни, кого я встречала на концертах. Я хочу сказать вам спасибо! Я всегда буду хранить в своём сердце воспоминания о вас. Частью меня всегда будет "Лиса в Draconian".
/Lisa Johansson
14.11.2011
19 сентября 2012 года группа объявила о том, что новой вокалисткой стала Хайке Лангханс.

### Sovran(2015–2016)
30 октября 2015 года группа выпустила «Sovran» - первый альбом с новой вокалисткой, выступившей также соавтором текстов для некоторых из песен. Альбом был сведен и записан при участии Йенса Богрена и выпущен на лейбле Napalm Records.  10 февраля 2016 года на странице группы в Facebook было объявлено об уходе бас-гитариста Фредрика Юханссона.  В качестве нового басиста группа представила Даниеля Ангхеде (Hearts of Black Science, ISON), с которым сотрудничала во время записи альбома - ему, в частности, принадлежит чистый вокал в треке «Rivers Between Us».

### Under a Godless Veil(2020–наше время)
30 октября 2020 года группа выпустила седьмой альбом, получивший название «Under a Godless Veil».
26 апреля 2022 года группа объявила о рокировке в составе - Никлас Норд (Myteri, DeathTrap, The Random Victims) присоединится к группе в качестве гитариста, а Даниэль Арвидссон займет место бас-гитариста.
3 мая 2022 года на странице группы в Facebook появилась информация об очередной смене состава - Хайке Лангханс решила покинуть группу, чтобы больше уделять внимания семье и заниматься сольными проектами, а Лиса Юханссон вернулась в состав.

## Состав
- Андерс Якобссон — вокал (1995 —)
- Юхан Эриксон — лидер-гитара, основной бэк-вокал (1994 —)
- Даниэль Арвидссон — гитара (2005 —2022), бас-гитара (2022 —)
- Йерри Торстенссон — ударные (2000 —)
- Никлас Норд — гитара (2022 —)
- Лиса Юханссон — вокал (2001—2011, 2022—)

### Бывшие участники
- Хайке Лангханс — вокал (2012 —2021)
- Даниель Ангхеде — бас-гитара (2016 —2020)
- Фредрик Юханссон — бас-гитара (2006 —2016)
- Андреас Хинденес — гитара (1994—2000)
- Сусанне Арвидссон — вокал, клавиши (1995—2000)
- Томас Егер — бас (2002—2004)
- Магнус Бергстрём — гитара (1995—2005)
- Еспер Стольпе — бас (1994—2002, 2004—2006)
- Андреас Карлссон — клавиши, программирование (1997—2005)
- Йессика Эрикссон — флейта, вокал
- Андреас Хог — клавиши

## Дискография

### Альбомы
| Дата             | Студийный альбом                                | Лейбл          |
| ---------------- | ----------------------------------------------- | -------------- |
| 2003 20 октября  | Where Lovers Mourn 1-й студийный альбом         | Napalm Records |
| 2005 24 января   | Arcane Rain Fell 2-й студийный альбом           | Napalm Records |
| 2006 29 сентября | The Burning Halo 3-й студийный альбом (сборник) | Napalm Records |
| 2008 29 февраля  | Turning Season Within 4-й студийный альбом      | Napalm Records |
| 2011 23 июня     | A Rose for the Apocalypse 5-й студийный альбом  | Napalm Records |
| 2015 30 октября  | Sovran 6-й студийный альбом                     | Napalm Records |
| 2020 30 октября  | Under a Godless Veil 7-й студийный альбом       | Napalm Records |

### Синглы и EP
| Дата   | Сингл и EP        | Лейбл          |
| ------ | ----------------- | -------------- |
| 2000 — | Frozen Features   | -              |
| 2008 — | No Greater Sorrow | Napalm Records |

### Демо
| Дата записи  | Демо                        | Лейбл |
| ------------ | --------------------------- | ----- |
| 1995 октябрь | Shades of a Lost Moon       | -     |
| 1997 январь  | In Glorious Victory         | -     |
| 1999 август  | The Closed Eyes of Paradise | -     |
| 2002 —       | Dark Oceans We Cry          | -     |